# Биллион (компания)
Billion Electric Pty Ltd — тайваньский производитель и дистрибьютор сетевого оборудования. Основан в 1973 году, сейчас основной продукцией компании являются широкополосные и беспроводные модемы.
Первые ADSL-модемы/роутеры начали продаваться в Австралии в 2002 году. С тех пор, к их функциям были добавлены 4-портовые свитчи, wireless, VoIP и VPN терминалы.

## История
В 1973 году господин К.Ф. Чен основал компанию Billion. В этом же году компания запустила производство серии силовых трансформаторов, предназначенных для телевизоров, игровых консолей и аудиооборудования. В 1984 году компания переключилась на разработку импульсных источников питания.
1990-е годы: В 1993 году было создано подразделение коммуникационного бизнеса, занимающееся разработкой сетевого оборудования. В 1997 году компания начала производство трансформаторов для DVD-плееров.
2000-е годы: В 2002 году Billion вышла на Тайваньскую фондовую биржу. В 2003 году запущено производство трансформаторов для ЖК-телевизоров. В 2004 году был запущен бренд "BILLION". С 2008 года компания начала исследования и разработки драйверов для светодиодного освещения.
2010-2015 годы: Подразделение было переименовано в "Подразделение управления энергией". Компания разработала серию драйверов для светодиодов и решения для умного уличного освещения. Billion начала сотрудничество с операторами связи по всему миру и запустила серию маршрутизаторов для различных применений.
2016-2019 годы: Фокус на развитии IoT-шлюзов, M2M-маршрутизаторов и LTE-устройств. Были созданы дочерние компании, специализирующиеся на солнечной энергетике. Получены важные сертификаты от крупных телекоммуникационных компаний.
2020-2022 годы: Развитие 5G-маршрутизаторов и решений для хранения энергии. Компания запустила бренд "BECbyBILLION" и установила партнерство с канадским поставщиком энергетических решений Shift Clean Energy.
2023-2024 годы: SAS Product Inc. присоединилась к Billion как крупнейший корпоративный акционер с долей 13,08% для развития рынков систем хранения энергии и электромобилей. В 2024 году компания запустила продукты бренда BILLION MIT, включая системы хранения энергии для промышленных, коммерческих и жилых помещений, инверторы для солнечных панелей и зарядные устройства для электромобилей.